# Comitatul Smoky Lake, Alberta
Comitatul Smoky Lake, din provincia Alberta, Canada este un district municipal, amplasat la coordonatele 54°07′15″N 112°28′24″W / 54.120833°N 112.473333°V. Districtul se află în Diviziunea de recensământ 12. El se întinde pe suprafața de 3,412.81 km2  și avea în anul 2011 o populație de 3,910 locuitori.
Cities Orașe
--
Towns Localități urbane
- Smoky Lake

Villages Sate
- Vilna
- Waskatenau

Summer villages Sate de vacanță
--
Hamlets, cătune
- Bellis
- Edwand
- Spedden
- Warspite

Așezări
- Anning
- Barich
- Birchland Resort
- Bonnie Lake Resort
- Cache Lake
- Cadron
- Cossack
- Downing
- Hamlin
- Kikino
- Lobstick Settlement
- Mon's Lake
- Mon's Lake Estates
- Mon's View Resort
- North Kotzman
- Northbank
- Pakan
- Parkview Beach
- Sprucefield
- Stry
- Two Lakes
- Victoria Settlement (sau Fort Victoria)
- Wahstao
- Wasel
- Whiteman Beach

1. 1 2  Population and dwelling counts, for Canada, provinces and territories, and census subdivisions (municipalities), 2016 and 2011 censuses – 100% data (în engleză), 20 februarie 2019